# 第二次マラーター戦争
第二次マラーター戦争（だいにじマラーターせんそう、英語：Second Anglo-Maratha War, マラーティー語：दुसरे इंग्रज-मराठा युद्ध）は、1803年から1805年にかけてイギリス東インド会社とマラーター同盟の三国グワーリヤルのシンディア家、インドールのホールカル家、ナーグプルのボーンスレー家との一連の戦闘である。
一般的にはイギリスの勝利とされている。だが、実際にはイギリスがホールカル家に講和を持ちかけたこと、戦後にホールカル家およびシンディア家に占領地のほとんどを返還していることから、引き分けに近い状況であった。

## 開戦に至る経緯

### 第四次マイソール戦争の終結と領土拡大への野心

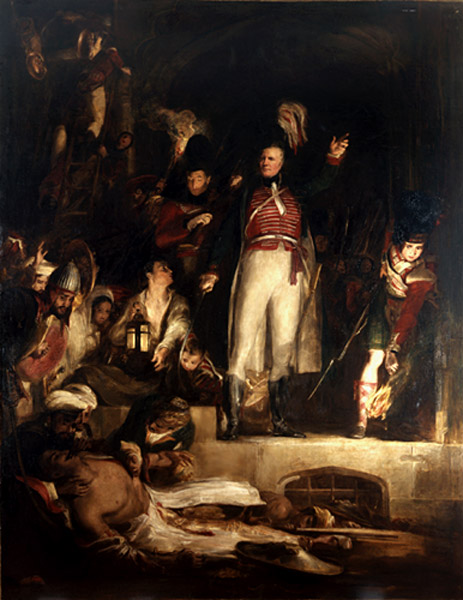
ティプー・スルターンの死

1799年5月、イギリスは第四次マイソール戦争において、マイソール王国の首都シュリーランガパトナを落とし、その君主ティプー・スルターンを殺害した。これにより、マイソール王国はイギリスの従属国、つまり藩王国の地位に落とされ、その植民地の一部となった。
次にイギリスが目を付けたのは、デカンおよび南北インドに広大な領土を持つマラーター同盟だった。マラーター同盟はムガル帝国の衰退後、インドでもっとも強大な政治勢力であった。1761年の第三次パーニーパットの戦いの敗戦後、マラーター同盟の結束は崩れたが、依然としてそれは変わりなかった。
とはいえ、マラーター同盟は宰相や諸侯間の間で内紛が多かったのも事実である。イギリスもその争いに目をつけており、第一次マラーター戦争で介入して数年の間争い、最終的には撤退を余儀なくされていた。マラーターはイギリスがインドを植民地化するうえで、打倒せねばならない勢力であった。

### マラーター同盟内の内紛とバセイン条約の締結

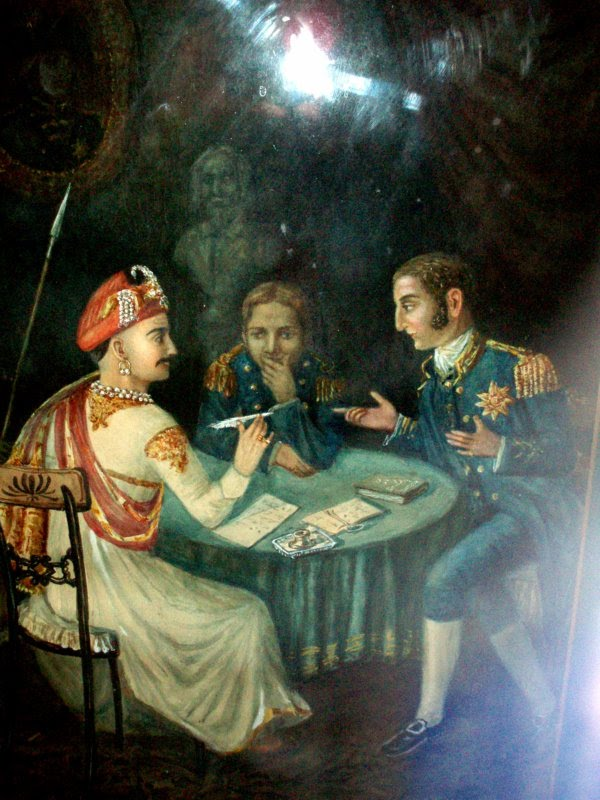
バセイン条約にサインするバージー・ラーオ2世

マラーター同盟内では、1794年にシンディア家当主マハーダージー・シンディアが、1795年にホールカル家当主アヒリヤー・バーイー・ホールカルという2人の強力な諸侯が死亡し、また同年にはマラーター王国では宰相マーダヴ・ラーオ・ナーラーヤンが自殺するなど、混乱の様相を極めていた。
1796年12月にマラーター王国の宰相となったバージー・ラーオ2世は、第一次マラーター戦争の原因となった元宰相ラグナート・ラーオの息子であったため、マラーター諸侯との関係は険悪だった。
バージー・ラーオ2世はホールカル家のヤシュワント・ラーオ・ホールカルと特に仲が悪く、1801年4月にはその弟ヴィトージー・ラーオ・ホールカルを「ゾウによる踏み付け」という極めて残酷な方法で処刑したため、両者の争いは決定的となった。
1802年10月25日、ヒンドゥーの祭礼の日、ヤシュワント・ラーオは宰相府とシンディア家の軍を破り、プネーを占領した（プネーの戦い）。バージー・ラーオ2世はボンベイのイギリスのもとへと逃げざるを得なかった。
この内紛に際し、リチャード・ウェルズリーは総督の権限を行使し、自らこの問題に介入することにした。そして、12月31日にバージー・ラーオ2世はイギリスの援助を得るために軍事保護条約バセイン条約に調印してしまった。
イギリスはあっさりとマラーターとの関係に決着をつけたかのように思えたが、リチャード・ウェルズリーは一つ勘違いをしていた。荒々しくも勇猛で、そして誇り高きマラーターの戦士が一戦も交えずに引き下がるなど、とても有り得ない話であった。

### マラーター三国の同盟結成
1803年5月、バージー・ラーオ2世はその援助のもと、ヤシュワント・ラーオが去ったあとにプネーに帰還した。だが、バセイン条約にはマラーター王国の領土割譲なども約してあったため、マラーター諸侯の反感を買うこととなった。
そのため、ヤシュワント・ラーオは団結してイギリスと戦うため、グワーリヤルのダウラト・ラーオ・シンディアやナーグプルのラグージー・ボーンスレー2世らに手紙を書いた。その内容はこうだった。
「最初に我々の国家、最後に私たちの宗教を。我々は我々の国家の利権のため宗教やカースト、そして我々の現状を越えて立ち上がる必要がある。あなたがたも私のように、イギリスに対し戦争を行わなければならない」
こうして、同年6月4日にホールカル家、シンディア家、ボーンスレー家の三国間に同盟が結成されることころとなり、イギリスに対し共同で立ち向かうこととなった。

## 戦争の経過

### 戦争の勃発と前半戦におけるイギリスの勝利

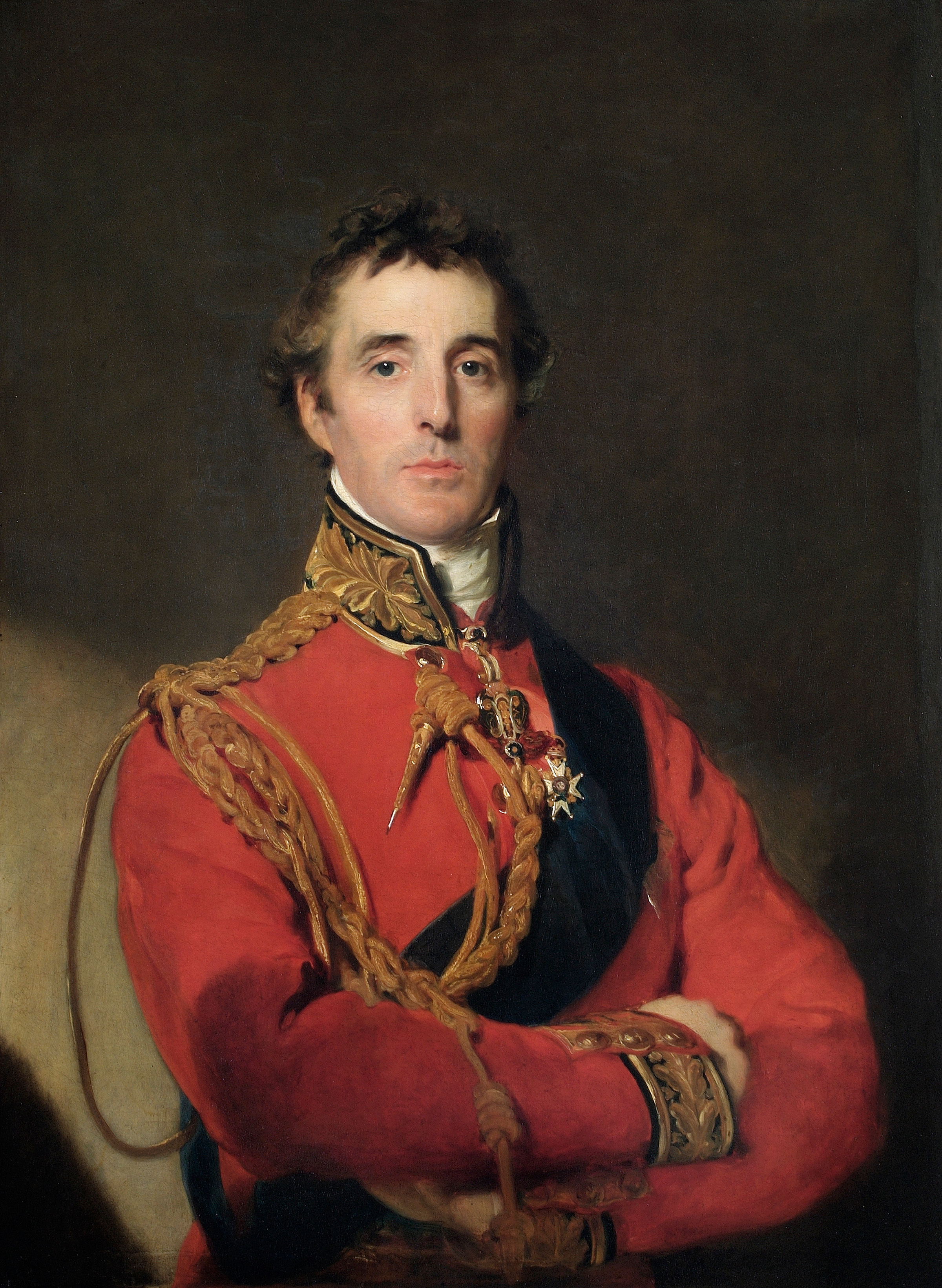
アーサー・ウェルズリー

同年8月8日、イギリスの軍司令官アーサー・ウェルズリーがシンディア家のアフマドナガル城を包囲・攻撃し、4日後にこれを占領した（アフマドナガル包囲戦）。こうして、マラーター同盟とイギリスが交戦状態に入り、第二次マラーター戦争が勃発した。
9月1日、イギリスの軍司令官ジェラルド・レイクはシンディア家の支配するアリーガルを攻め、4日にこれを落として占領した（アリーガル包囲戦）。これが緒戦におけるイギリスの勝利であった。
同月11日、イギリスはシンディア家が駐屯するムガル帝国の首都デリーを攻撃、圧勝してこれを奪い返した（デリーの戦い）。これにより、ムガル帝国の皇帝シャー・アーラム2世は再びイギリスの保護下におかれ、年金生活者となった。
同月23日、イギリスはシンディア家とボーンスレー家の連合軍とアッサイェで激突し、激戦の末にこれを破った（アッサイェの戦い）。この戦いでシンディア家とボーンスレー家の連合軍ともに甚大な損害を被った。
11月1日、イギリスはシンディア家とボーンスレー家の連合軍とラスワリーで激突し、激戦の末にこれを破った（ラスワリーの戦い）。この戦闘でシンディア家の軍は甚大な打撃を被った。
11月29日、イギリスはシンディア家とボーンスレー家の連合軍とアルガーオンで戦い、激戦の末にこれを破った（アルガーオンの戦い）。この戦闘でボーンスレー家の軍は甚大な打撃を被った。
12月15日、イギリスはボーンスレー家の拠点ガーウィルガルを占領した（ガーウィルガル占領）。この時点でボーンスレー家とシンディア家はほとんど戦意を失っていた。
12月17日、ラグージー・ボーンスレー2世はイギリスと講和条約デーオガーオン条約を結んで、真っ先に戦線を離脱した。同月30日にはダウラト・ラーオも講和条約スールジー・アンジャンガーオン条約を結び戦線を離脱し、ヤシュワント・ラーオは孤立した。

### 後半戦と戦線の膠着
シンディア家とボーンスレー家が降伏したのち、ヤシュワント・ラーオがようやく動き出した。
ヤシュワント・ラーオは、イギリスがシンディア家・ボーンスレー家との間で行った一連の戦いを綿密に調べ上げて研究し、そこから何かを読み取った。彼がシンディア・ボーンスレー連合軍の戦闘を呆然と見ていたのも、下手に手を出して敗北するより、戦術を見極めて勝利をつかむやり方のほうが効率が良いと判断したからだった。全てはこのためだった。
1804年上旬には、ヤシュワント・ラーオ・ホールカルはイギリスに講和条約を結ぶよう説得されたが、両者の交渉は決裂した。4月16日、リチャード・ウェルズリーは交渉の打ち切りと、戦争の続行を決定をした。ここから長期にわたる両者の戦いが続いた。
7月8日および9日、ヤシュワント・ラーオの軍はムクンドワラ峠の戦いでマンソンの軍を破った。また、6月から9月にかけては、別の幾度かの戦いで英国の軍勢を破るなど、緒戦での勝利を収めた。緒戦での理由はシンディア家のような大量のヨーロッパ式の歩兵を使わず、多数の騎兵を駆使して敵を翻弄するマラーター本来の戦術をとり、イギリスが決定的な戦闘に持ち込めなかったことがあげられる。
8月になると、ヤシュワント・ラーオはついにはアーグラを脅かした。同月22日にアーサー・ウェルズリーがバージー・ラーオ2世の軍ともにプネーから出陣し、ホールカル家の領土の一部を奪った。このことを知ると、ヤシュワント・ラーオはマトゥラーに滞在し、イギリスから領土を取り戻す戦略を立てた。
10月8日、ヤシュワント・ラーオはムガル帝国の首都デリーを包囲、攻撃した（デリー包囲戦）。これは1803年9月以降イギリスのもとで年金生活者として生活していた皇帝シャー・アーラム2世を解放するためであった。だが、同月15日にジェラルド・レイクの奇襲を受け、ホールカル軍は壊滅的な打撃をうけ、19日に撤退した。けれども、シャー・アーラム2世はヤシュワント・ラーオの武勇を褒め称えたという。
撤退したヤシュワント・ラーオは兵を集め、11月14日にイギリス軍とファッルハーバードで戦ったが敗北した（ファッルハーバードの戦い）。彼はディーグ城に逃げ込んだが、12月11日にイギリスはそこも包囲し、24日にこれを陥落させた（ディーグ包囲戦）。
ヤシュワント・ラーオは彼の同盟国バラトプル王国へと逃げ、1805年1月2日にジェラルド・レイクはその首都バラトプルを包囲した（バラトプル包囲戦）。イギリスはバラトプルに対して、幾度かの攻撃を行ったが失敗したため、2月22日に撤退せざるを得なかった。

### イギリスの離反政策

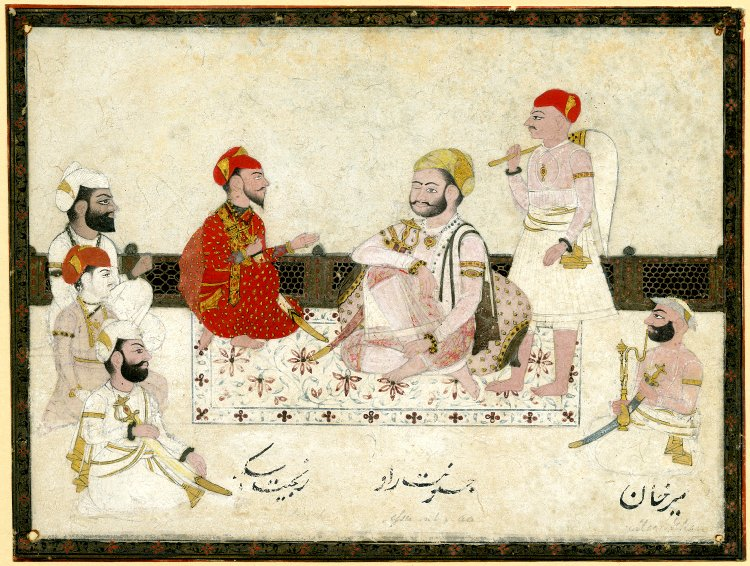
ランジート・シングと面会するヤシュワント・ラーオ

ヤシュワント・ラーオの名はその武勇により、インド全土に名を馳せることとなった。ホールカル家の同盟者は多かったため、イギリスは戦後にホールカル家の領土を分割することでその結束を砕こうとした。
これにより、4月17日にバラトプル王ランジート・シングはイギリスと講和条約を結び、戦線を離脱した。また、ピンダーリーのアミール・ハーンも裏切り、トーンクに領土を認められた。
とはいえ、ヤシュワント・ラーオ・ホールの奮戦は多くの仲間を集めた。戦線を離脱していたダウラト・ラーオやラグージー・ボーンスレー2世は再び戦争への参加を
試みるようになっていた。また、ラージプートのジャイプル王国やマールワール王国なども彼を支援したことで知られている。
一方、ヤシュワント・ラーオはバラトプルを追われたのち、8,000人の騎兵と5,000人の歩兵、20～30門の大砲とともにチャンバル川を渡り、サトレジ川を越え、パンジャーブ地方のシク王国へと逃げていた。その君主ランジート・シングは1804年8月1日付の手紙で彼との同盟と援助を約束しており、イギリスに彼との関係を断つように迫られていたが、それでも物資を援助していた。パンジャーブ地方最大の勢力であるシク王国を味方につけていた彼は、他のシク領主をも糾合して反英同盟の結成を試みた。
だが、12月17日にランジート・シングはイギリスの側についてしまった。このことを知ったヤシュワント・ラーオはランジート・シングを呪い、このことはパンジャーブでことわざになったほどだった。

### イギリスの財政難と講和

ナポレオン・ボナパルト

しかし、追い詰められていたのはむしろイギリスの方だった。
当初、イギリス側は短期決戦を想定して戦闘を行っていたが、ヤシュワント・ラーオの奮戦により、戦争は想定の範囲を超えて長期化していた。イギリス東インド会社の負債は長期にわたる戦争により増大し、1800年の段階では1400万ポンドだった負債は、1805年には倍近くになっていた。そのうえ、ヨーロッパで台頭するフランスのナポレオン・ボナパルトという脅威（ナポレオン戦争）に直面せねばらず、イギリスの財源は尽きかけていた。
すでに、リチャード・ウェルズリーはイギリス本国に召還させられていた。彼はムガル帝国の皇帝を保護する名目で領土の拡大にいそしんだが、ホールカル家との戦いが長引くなかで本国と戦争に関する方針で対立し、事実上更迭という形で解任されたのである。
そのうえ、イギリスの統治業務拡大も問題だった。シンディア家とボーンスレー家からは北インドおよび中央インドの割譲領土を手に入れたが、イギリスは戦争中ということもあり、これらに上手く統治制度の導入ができていなかった。また、新しい領土を獲得したことにより、その防衛にも手を回さなければならなかったのである。
さらには、領土を割譲して降ったシンディア家とボーンスレー家らがホールカル家へと味方しようとしてしたことも、イギリスにとって大きな脅威だった。ヤシュワント・ラーオの必死の抵抗が、逆にイギリスを追い詰めたのであった。彼は一時的ながらも事実上、イギリスのインド植民地化への野望を打ち砕いた。
とはいえ、これらの事情から両者とも戦闘の続行は不可能であり、イギリスは使者を送ってヤシュワント・ラーオに講和を要請した。こうして、12月24日に彼はパンジャーブのラージガートで講和条約ラージガート条約に調印し、長期にわたる第二次マラーター戦争は終結した。

## 戦後処理とインド情勢の変化

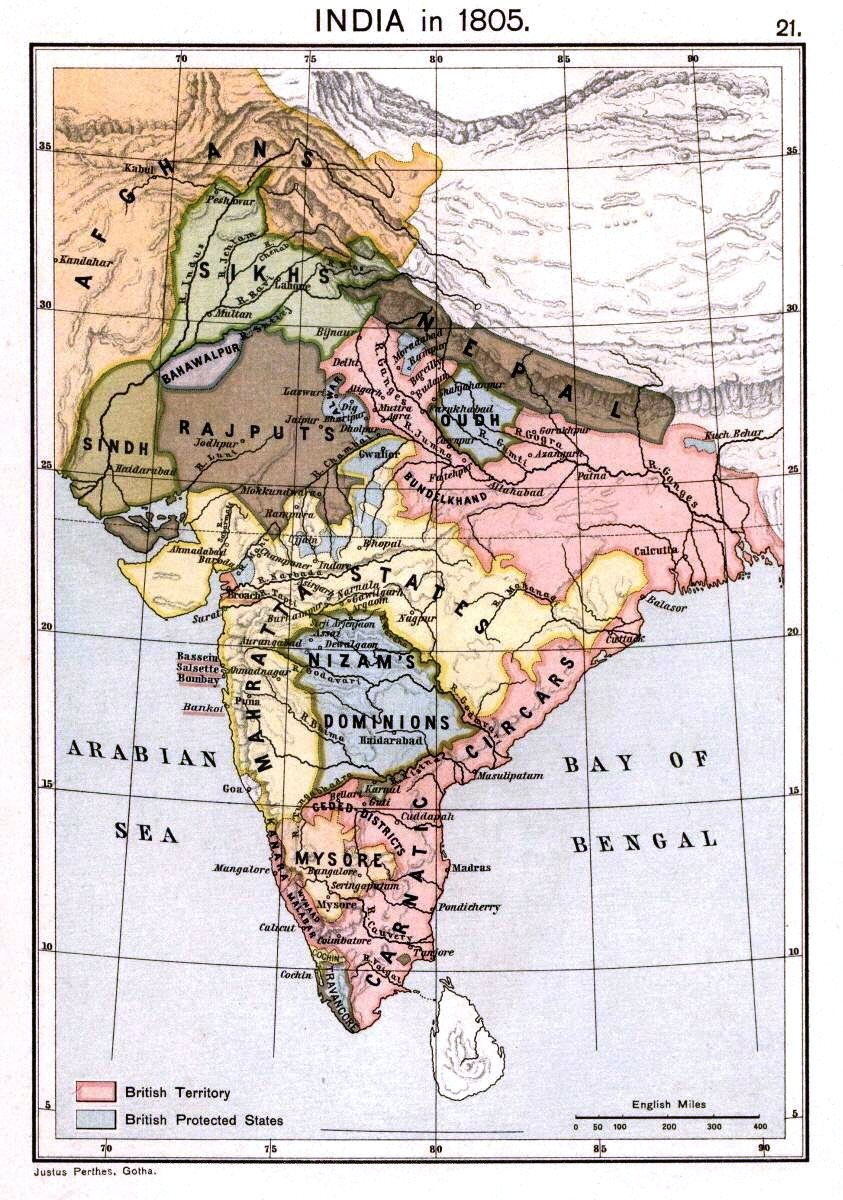
1805年のインド

さて、リチャード・ウェルズリーのベンガル総督解任後、新たに総督に再任したのはチャールズ・コーンウォリスである。彼はウェルズリーのインドの諸侯らに対する攻撃や離反政策がいじめに近く、イギリスの評判を著しく傷つけたことを知り、その威信を回復しようとした。
そのため、1806年1月6日と2月2日にラージガート条約は改訂され、ホールカル家に占領地の大半が返還されることとなり、戦争は事実上引き分けという形に終わった。シンディア家もまたイギリスに割譲した領土の大半を返還された。これはイギリスがデリー、ガンジス、ジャムナーのあたりにその勢力をとどめることを意味し、南に国境を下げることを意味した。
だが、このような返還された地域は瞬く間に無政府状態となり、マラーター戦争の前とは比べものにならないほどの混乱に陥った。混乱が続く中、戦争で職業を失った軍人らがピンダーリーに参加するようになり、その勢力を急速に拡大するようになった。
イギリスはマラーターの領域から撤退したものの、リチャード・ウェルズリーはインドを去る以前に、ムガル帝国の皇帝アクバルがかつて獲得した以上の領土を築いていた。会社はデリー以南の領土、ボンベイ、マドラス、ベンガル、ビハール、マラバール、北サルカールを直接支配し、アワド藩王国、マイソール藩王国、ニザーム藩王国（ハイダラーバード藩王国）、トラヴァンコール藩王国、コーチン藩王国などを軍事保護条約によって間接支配する、インド最大の勢力となっていた。